# Архангельский сельский округ (Жамбылский район)
Архангельский сельский округ (каз. Архангел ауылдық округі) — административная единица в составе Жамбылского района Северо-Казахстанской области Казахстана. Административный центр — село Архангелка.
Население — 2030 человек (2009, 3595 в 1999, 4652 в 1989).

## Социальные объекты
На территории сельского округа функционируют 3 школы (2 общеобразовательные, 1 основная), 3 мини-центра, два сельских клуба, библиотека.
Функционирует 3 объекта здравоохранения: врачебная амбулатория, 2 медицинских пункта. Имеется аптека, 2 автомашины скорой помощи.

## Состав
Село Боевик было ликвидировано. Село Муромское было ликвидировано в 2013 году. В 2013 году в состав округа вошла территория ликвидированного Баянаульского сельского округа.
В состав округа входят такие населенные пункты:
| Населенный пункт           | Население, человек (1989) | Население, человек (1999) | Население, человек (2009) |
| -------------------------- | ------------------------- | ------------------------- | ------------------------- |
| Айтуар, село               | 348                       | 299                       | 213                       |
| Архангелка, село           | 1496                      | 1174                      | 582                       |
| Баймаганбета Изтолина, аул | 562                       | 478                       | 296                       |
| Баян, село                 | 1164                      | 983                       | 644                       |
| Боевик, село               | 243                       | 140                       | -                         |
| Муромское, село            | 411                       | 298                       | 60                        |
| Ульги, село                | 428                       | 363                       | 235                       |